# Acide médronique
L'acide médronique  est un bisphosphonate. Son complexe avec le technétium radioactif, le 99mTc acide médronique, est utilisé en médecine nucléaire pour détecter les anomalies osseuses, en particulier les métastases.